# Джонс, Терри (актёр)
Теренс Грэм Пэрри «Терри» Джонс (англ. Terence Graham Parry Jones; 1 февраля 1942[…], Колуин-Бей, Денбишир — 21 января 2020, Лондон) — британский актёр, кинорежиссёр, сценарист и композитор, детский писатель и популяризатор истории. Член комедийной группы Монти Пайтон.

## Биография
Родился в Колвин Бэй (Colwyn Bay) в Уэльсе в семье банковского служащего и домохозяйки. Учился в Колледже Святого Эдмунда (англ. St. Edmund Hall College), Оксфорде. В 1965 году вместе с другом Майклом Палином организует телевизионное «The Love Show», затем следуют сценарии для других телешоу «The Kathy Kirby Show», «Late Night Line-Up», «Complete and Utter History of Britain» и так далее (некоторые в соавторстве с Палином). Но больше всего Джонса прославило комедийное шоу «Монти Пайтон».
В 1970 году Джонс женился на Элисон Телфер, от брака с которой родились двое детей: дочь Салли (1974 г. р.) и сын Билл (1976 г. р.). Брак распался в 2003 году после скандала, вызванного романом Джонса со студенткой Оксфорда Анной Содерстём, которая младше его на 41 год.
21 октября 2006 года Daily Mirror опубликовала сообщение о том, что у Джонса обнаружен рак яичек, несколько дней спустя это же издание сообщило, что операция по удалению опухоли прошла успешно, а весной 2009 в средствах массовой информации появились сведения о том, что Содерстём беременна, и Джонс станет отцом третий раз.
Терри Джонс и Анна Содерстром поженились в 2012 году. Их дочь Сири (Siri) родилась в сентябре 2009 года.
В сентябре 2016 года стало известно о том, что Терри Джонс болен тяжелой формой деменции — прогрессирующей афазией, которая характеризуется в первую очередь нарушениями речи. В связи с этим было объявлено, что актёр больше не сможет давать интервью.
Скончался 21 января 2020 года в Лондоне.

## Фильмография

### Режиссёр
- 1975 — «Монти Пайтон и Священный Грааль» (совместно с Терри Гиллиамом)
- 1979 — «Житие Брайана по Монти Пайтону»
- 1983 — «Смысл жизни по Монти Пайтону» (совместно с Терри Гиллиамом)
- 1987 — «Интимные услуги»
- 1989 — «Эрик-викинг»
- 1996 — «Ветер в ивах»
- 2015 — «Всё могу»

### Сценарист
- 1971 — «А теперь нечто совсем другое»
- 1975 — «Монти Пайтон и Священный Грааль»
- 1979 — «Житие Брайана по Монти Пайтону»
- 1983 — «Смысл жизни по Монти Пайтону»
- 1986 — «Лабиринт»
- 1989 — «Эрик-викинг»
- 1995 — «Крестовые походы»
- 1996 — «Ветер в ивах»

### Актёр
- 1971 — «А теперь нечто совсем другое»
- 1975 — «Монти Пайтон и Священный Грааль»
- 1979 — «Житие Брайана по Монти Пайтону»
- 1982 — «Монти Пайтон в Голливуде» (концертный фильм) / Monty Python Live at the Hollywood Bowl
- 1983 — «Смысл жизни по Монти Пайтону»
- 1989 — «Эрик-викинг»
- 1991 — «Лос-Анджелесская история»
- 1992—1993 — «Хроники молодого Индианы Джонса» (телесериал)
- 1995 — «Крестовые походы»
- 1996 — «Ветер в ивах»
- 1999 — «Безумный творец»
- 2002 — «Динотопия» (телесериал)
- 2006 — «Терри Джонс и варвары» (док. телесериал) / Terry Jones' Barbarians
- 2006 — «Закрытые снаружи»
- 2007 — «Анна-Монстр»

### Композитор
- 1983 — «Смысл жизни по Монти Пайтону»
- 1996 — «Ветер в ивах»

### Камео
- 1989 — «Как преуспеть в рекламе»

## Избранная библиография
Douglas Adams’s Starship Titanic (1997) — роман по мотивам одноимённой компьютерной игры Дугласа Адамса (Джонс заявил, что написал всю книгу нагишом)

### Иллюстрированные Майклом Форманом
- Волшебные сказки (Fairy Tales, 1981)
- Сага об Эрике Викинге (The Saga of Erik the Viking, 1983)
- Никобобинус (Nicobobinus, 1985)
- Проклятье вампирских носков и другие вирши (The Curse of the Vampire’s Socks and Other Doggerel, 1988)
- Фантастические истории (Fantastic Stories, 1992)
- Зверь с тысячей зубов (The Beast with a Thousand Teeth, 1993)
- Рыба мира (A Fish of the World, 1993)
- Морской тигр (The Sea Tiger, 1994)
- Рыцарь и сквайр (The Knight and the Squire, 1997)
- Леди и сквайр (The Lady and the Squire, 2000)

### Иллюстрированные Брайаном Фродом
- Гоблины лабиринта (Goblins of the Labyrinth, 1986)
- Друг гоблинов: Поле, ведущее к гоблинам (The Goblin Companion: A Field Guide to Goblins, 1996)
- Странные пятна и загадочные запахи (Strange Stains and Mysterious Smells: Quentin Cottington’s Journal of Faery Research, 1996)

### Иллюстрированные Мартином и Лолли Ханисетт
- Дрянная книжка Берта Фегга для мальчиков и девочек (Bert Fegg’s Nasty Book for Boys and Girls with Michael Palin, 1974)

### Нехудожественная литература (non-fiction)
- Chaucer’s Knight: The Portrait of a Medieval Mercenary (1980)
- Who Murdered Chaucer?: A Medieval Mystery (2003, в соавторстве с Робертом Ягером, Терри Доланом, Аланом Флечером и Джульетт Дор)
- Terry Jones’s War on the War on Terror (2005)

#### В соавторстве с Аланом Эрейра
- Крестовые походы (Crusades, 1994)
- Средневековые жизни Терри Джонса (Terry Jones' Medieval Lives, 2004)
- Варвары (Terry Jones' Barbarians, 2006)